# Улица Кастуся Калиновского (Чернигов)
Улица Кастуся Калиновского (до 2024 года — улица Смирнова) (укр. Вулиця Кастуся Калиновського) — улица в Новозаводском районе города Чернигова, исторически сложившаяся местность (район) Коты. Пролегает от улицы Литовская до улицы Автозаводская (Николая Неборака).
Примыкают переулок Кастуся Калиновского (Смирнова), улица Ивана Золотаренко (Шевцовой), переулок Квитки Цысик (Тюленина), улица Тычины.

## История
До 1974 года называлась Кооперативная. Переименована, когда село Коты вошло в состав города Чернигова, поскольку в Чернигове уже была улица с данным названием. 10 апреля 1974 года Кооперативная улица переименована на улица Смирнова — в честь Героя Советского Союза Сергея Григорьевича Смирнова, согласно Решению Черниговского исполнительного комитета № 225.
С целью проведения политики очищения городского пространства от топонимов, которые возвеличивают, увековечивают, пропагандируют или символизируют Российскую Федерацию и Республику Беларусь, 8 февраля 2024 года улица получила современное название — в честь белорусского и польского революционера Константина Семёновича Калиновского, согласно Решению Черниговского городского совета № 37/VIII-21 «Про переименование улиц в городе Чернигове» («Про перейменування вулиць у місті Чернігові»).

## Застройка
Улица пролегает в северо-западном направлении. Парная и непарная стороны улицы заняты усадебной застройкой, частично малоэтажной жилой застройкой: четыре 2-этажных (№ 34, 37А, 38, 38А) и один 3-этажный дом (№ 36).
Учреждения: нет.
Мемориальные доски:
- дом № 38 — Константину Семёновичу Калиновскому (доска 2024)